# Іштван Пастор
Іштван Пастор (серб. Ištvan Pastor або Иштван Пастор, угор. Pásztor István; 20 серпня 1956, Нові-Кнежевац — 30 жовтня 2023) — сербський політик і юрист угорського походження.

## Біографія
Він закінчив юридичний факультет Університету Нові-Саду, потім працював у компанії Sigma в Суботиці і був директором Інституту інформаційних наук факультету економіки Університету Суботиці. Починаючи з 1995 року він займався підприємництвом.
У 1994 році він став одним із засновників Союзу угорців Воєводини, який через рік перетворюється у політичну партію. У 2007 році він був обраний головою партії, замінивши Йожефа Касу. Також став на чолі Угорської коаліції. Двічі (2008, 2012) безуспішно балотувався на посаду президента Сербії.
З 1996 по 2000 він був членом Федеральних зборів Югославії, до 2004 входив до регіональної ради Воєводини. З 2000 по 2004 він був віце-головою Ради Автономного краю Воєводина і секретарем Комітету з питань приватизації, підприємництва та малого і середнього бізнесу. Також зберіг за собою посаду секретаря з 2004 по 2008. З 2008 року знову зайняв посаду віце-голови, а у 2012 році став головою Ради Воєводини.
Він батько Балінта Пастора, члена Народних зборів Сербії.